# Данкан Лоренс
Данкан де Мор (хол. Duncan de Moor; Спајкенисе, 11. април 1994), познат као Данкан Лоренс (енгл. Duncan Laurence)  холандски је певач и текстописац.

## Каријера
Рођен у Спајкенисеу, Лоренс је одрастао у Хелевутслојсу. Музичку каријеру започео је као тинејџер у Рок академији у Тилбургу где је певао у бројним школским бендовима. Данкан је учествовао у петој сезони емисије "The Voice of Holland", са Илсе Деланж као вокалним тренером 2014. године. Испао је у полуфиналу. 2017. године је завршио Рок академију.
Холандска државна телевизија одабрала је Данкана (у јануару 2019. године) интерним путем за представника Холандије на Песми Евровизије 2019. у Тел Авиву.. У Тел Авиву је певао песму "Arcade" ("Аркада"). Са том песмом је донио пету победу Холандији на Песми Евровизије (прву након победе бенда Teach-In 1975. године). Освојио је 498 бодова, 26 бодова више од другопласиране Италије. Након победе на Песми Евровизије најавио је турнеју по Европи и Холандији.

## Дискографија
Синглови
- Arcade (2019)
- Love Don’t Hate It (2019)